# Professional'nyj Futbol'nyj Klub Central'nyj Sportivnyj Klub Armii 2003
Questa voce raccoglie le informazioni riguardanti il CSKA Mosca nelle competizioni ufficiali della stagione 2003.

## Stagione
Grazie al secondo posto nella stagione precedente il club poté partecipare alla Champions League, ma la squadra fu immediatamente eliminata dai macedoni del Vardar. In campionato, invece, il club riuscì per la prima volta in epoca russa a vincere il campionato.

## Rosa
| N. |                      | Ruolo | Calciatore         |
| -- | -------------------- | ----- | ------------------ |
| 1  | Russia (bandiera)    | P     | Veniamin Mandrykin |
| 2  | Lituania (bandiera)  | D     | Deividas Šemberas  |
| 3  | Russia (bandiera)    | D     | Andrej Solomatin   |
| 5  | Russia (bandiera)    | C     | Sergej Semak       |
| 6  | Russia (bandiera)    | D     | Aleksej Berezuckij |
| 7  | Russia (bandiera)    | D     | Igor' Janovskij    |
| 8  | Russia (bandiera)    | C     | Rolan Gusev        |
| 9  | Croazia (bandiera)   | A     | Ivica Olić         |
| 11 | Russia (bandiera)    | A     | Spartak Gogniev    |
| 14 | Russia (bandiera)    | A     | Dmitrij Kiričenko  |
| 19 | Lettonia (bandiera)  | C     | Juris Laizāns      |
| 20 | Rep. Ceca (bandiera) | C     | Jiří Jarošík       |

| N. |                                 | Ruolo | Calciatore         |
| -- | ------------------------------- | ----- | ------------------ |
| 21 | Russia (bandiera)               | A     | Denis Popov        |
| 22 | Russia (bandiera)               | A     | Sergéj Samodin     |
| 23 | Russia (bandiera)               | D     | Denis Evsikov      |
| 24 | Russia (bandiera)               | D     | Vasilij Berezuckij |
| 25 | Bosnia ed Erzegovina (bandiera) | C     | Elver Rahimić      |
| 26 | Uzbekistan (bandiera)           | A     | Aleksandr Geynrih  |
| 27 | Russia (bandiera)               | C     | Alan Kusov         |
| 28 | Ucraina (bandiera)              | D     | Bohdan Šeršun      |
| 29 | Russia (bandiera)               | C     | Artur Tlisov       |
| 32 | Russia (bandiera)               | P     | Igor' Akinfeev     |
| 38 | Russia (bandiera)               | D     | Sergéj Gorélov     |

## Risultati

### Prem'er-Liga
| Mosca 16 marzo 2003 1ª giornata | CSKA Mosca | 4 – 0 referto | Rubin | Stadio Dinamo |

| Volgograd 22 marzo 2003 2ª giornata | Rotor | 1 – 2 referto | CSKA Mosca | Stadio Centrale di Kazan' |

| Mosca 6 aprile 2003 3ª giornata | CSKA Mosca | 3 – 2 referto | Spartak Mosca | Stadio Dinamo |

| Mosca 12 aprile 2003 4ª giornata | Dinamo Mosca | 2 – 3 referto | CSKA Mosca | Stadio Dinamo |

| Mosca 19 aprile 2003 5ª giornata | CSKA Mosca | 0 – 1 referto | Rostov | Stadio Dinamo |

| Novorossijsk 23 aprile 2003 6ª giornata | Gekris Novorossijsk | 0 – 1 referto | CSKA Mosca | Stadio Centrale di Kazan' |

| Mosca 5 maggio 2003 7ª giornata | CSKA Mosca | 2 – 0 referto | Lokomotiv Mosca | Stadio Dinamo |

| Ramenskoe 9 maggio 2003 8ª giornata | Saturn-REN TV | 2 – 2 referto | CSKA Mosca | Saturn Stadium |

| Vladikavkaz 18 maggio 2003 9ª giornata | Spartak-Alanija Vladikavkaz | 0 – 1 referto | CSKA Mosca | Respublikanskij stadion Spartak |

| Mosca 24 maggio 2003 10ª giornata | CSKA Mosca | 1 – 0 referto | Torpedo-Metallurg | Stadio Dinamo |

| Samara 31 maggio 2003 11ª giornata | Kryl'ja Sovetov Samara | 0 – 2 referto | CSKA Mosca | Stadio Metallurg (Samara) |

| Mosca 12 giugno 2003 12ª giornata | CSKA Mosca | 2 – 2 referto | Šinnik | Stadio Dinamo |

| Ėlista 18 giugno 2003 13ª giornata | Uralan | 2 – 2 referto | CSKA Mosca | Stadio Uralan |

| Mosca 22 giugno 2003 14ª giornata | CSKA Mosca | 2 – 0 referto | Torpedo Mosca | Stadio Dinamo |

| San Pietroburgo 28 giugno 2003 15ª giornata | Zenit San Pietroburgo | 4 – 1 referto | CSKA Mosca | Stadio Petrovskij |

| Mosca 11 luglio 2003 16ª giornata | CSKA Mosca | 2 – 2 referto | Zenit San Pietroburgo | Stadio Dinamo |

| Mosca 19 luglio 2003 17ª giornata | Torpedo Mosca | 3 – 2 referto | CSKA Mosca | Stadio Lužniki |

| Mosca 24 luglio 2003 18ª giornata | CSKA Mosca | 2 – 0 referto | Uralan | Stadio Dinamo |

| Jaroslavl' 2 agosto 2003 19ª giornata | Šinnik | 1 – 1 referto | CSKA Mosca | Stadio Šinnik |

| Mosca 9 agosto 2003 20ª giornata | CSKA Mosca | 3 – 0 referto | Spartak-Alanija Vladikavkaz | Stadio Dinamo |

| Mosca 16 agosto 2003 21ª giornata | Torpedo-Metallurg | 2 – 1 referto | CSKA Mosca | Stadio Ėduard Strel'cov |

| Mosca 24 agosto 2003 22ª giornata | CSKA Mosca | 3 – 0 referto | Kryl'ja Sovetov Samara | Stadio Dinamo |

| Mosca 31 agosto 2003 23ª giornata | CSKA Mosca | 1 – 1 referto | Saturn-REN TV | Stadio Dinamo |

| Mosca 15 luglio 2003 24ª giornata | Lokomotiv Mosca | 1 – 3 referto | CSKA Mosca | Stadio Lokomotiv |

| Mosca 20 settembre 2003 25ª giornata | CSKA Mosca | 3 – 2 referto | Gekris Novorossijsk | Stadio Dinamo |

| Rostov sul Don 27 settembre 2003 26ª giornata | Rostov | 0 – 1 referto | CSKA Mosca | Stadio Olimp-2 |

| Mosca 4 ottobre 2003 27ª giornata | CSKA Mosca | 1 – 1 referto | Dinamo Mosca | Stadio Dinamo |

| Mosca 20 ottobre 2003 28ª giornata | Spartak Mosca | 0 – 0 referto | CSKA Mosca | Stadio Lužniki |

| Mosca 25 ottobre 2003 29ª giornata | CSKA Mosca | 3 – 0 referto | Rotor | Stadio Dinamo |

| Kazan' 1º novembre 2003 30ª giornata | Rubin | 3 – 2 referto | CSKA Mosca | Stadio Centrale di Kazan' |

### Coppa di Russia
| Arbitro: | Aleksandr Gvardis (Kaliningrad) |

|                         |           |  |
| Evgenij Ovsjannikov 21’ | Marcatori |  |

| Arbitro: | Sergej Lapočkin (San Pietroburgo) |

|                                     |           |                       |
| Gusev 30’ Kiričenko 82’ Jarošík 90’ | Marcatori | 59’ Dmitrij Kovalenko |

| Arbitro: | Sergej Fursa (San Pietroburgo) |

|                                      |           |  |
| Olić 4’, 38’ Laizāns 19’ Jarošík 45’ | Marcatori |  |

| Arbitro: | Sergej Maruško (Samara) |

|  |           |               |
|  | Marcatori | 19’ Kiričenko |

| Arbitro: | Sergej Timofeev (Azov) |

|                         |           |          |
| Koroman 10’ Karjaka 76’ | Marcatori | 90’ Olić |

| Arbitro: | Aleksander Gončar (Soči) |

|  |           |                |
|  | Marcatori | 70’ Vinogradov |

### UEFA Champions League

#### Preliminari
| Arbitro: | Stefano Farina |

|             |           |                             |
| Samodin 89’ | Marcatori | 54’ Grozdanoski 64’ Wandeir |

| Arbitro: | Victor José Esquinas Torres |

|             |           |             |
| Wandeir 64’ | Marcatori | 30’ Gogniev |